# 玉造温泉駅
玉造温泉駅（たまつくりおんせんえき）は、島根県松江市玉湯町湯町にある、西日本旅客鉄道（JR西日本）山陰本線の駅である。事務管コードは▲640736。
山陰地方の屈指の温泉どころ、玉造温泉への玄関口の駅であるため特急「やくも」・「スーパーまつかぜ」および「スーパーおき」は朝や日中を中心に一部が停車するが、寝台特急「サンライズ出雲」および平日朝の木次発松江行快速列車は通過する。

## 歴史

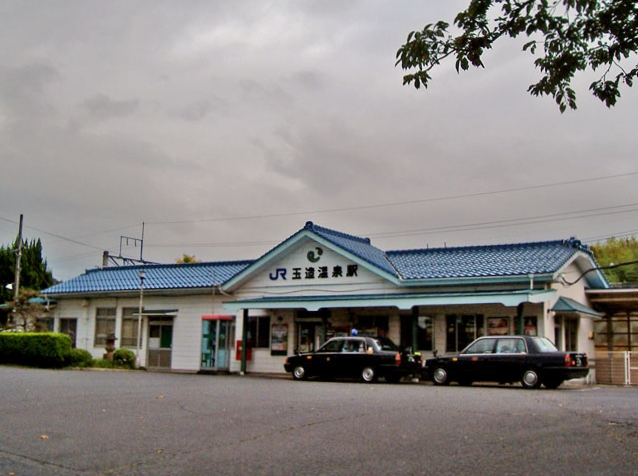
駅舎（2007年9月、大規模改修前）

- 1909年（明治42年）11月7日：鉄道院山陰本線松江駅 - 宍道駅間延伸により、湯町駅（ゆまちえき）として開設[2]。旅客・貨物取扱開始[2]。
- 1949年（昭和24年）5月11日：玉造温泉駅に改称[1]。
- 1962年（昭和37年）7月1日：貨物取扱廃止[2]。
- 1984年（昭和59年）2月1日：荷物扱い廃止[2]。
- 1987年（昭和62年）4月1日：国鉄分割民営化に伴い、西日本旅客鉄道（JR西日本）の駅となる[2]。
- 1993年（平成5年）2月13日：自動券売機設置、使用開始[8]。
- 2012年（平成24年）9月26日：屋根が銅板ぶきの神社風駅舎にリニューアルされる[9]。
- 2014年（平成26年）3月27日：駅前広場が完成[10]。
- 2016年（平成28年）12月17日：ICカード「ICOCA」の利用が可能となる[11][広報 1]。ICカード専用簡易改札機で対応。
- 2023年（令和5年）
  - 3月31日：窓口の営業を終了[3][4]。
  - 4月1日：無人化[注 1][3][4]。
- 2025年（令和7年）3月21日：みどりの券売機（クレジットカード専用）の利用を開始[12]。

## 駅構造
島式ホーム1面2線を有する地上駅。松江方単線・出雲市方複線の交換可能駅でもある。駅舎は線路北側にあり、ホームへは地下道で連絡している。上り（米子方面）ホームは駅舎に隣接しているが、ホームが駅舎より高い位置にあり嵩上げされていない上、線路と改札がフェンスで仕切られているため、改札口から直接ホームには行けず地下道を通らなければならない。
無人駅（松江駅管理）であり、駅舎内には自動券売機とみどりの券売機（クレジットカード専用）が設置されている。
現駅舎は1935年（昭和10年）建築の木造一部鉄骨平屋建て。1988年（昭和63年）に大規模改修実施後、2012年（平成24年）に再度大規模改修を行い屋根は玉造温泉内の玉作湯神社をイメージして屋根が青緑色の鋼板葺きとなり、駅舎隣に公衆便所を設置し同年9月26日に完成式を行った。

### のりば
| のりば | 路線     | 方向 | 行先             |
| ------ | -------- | ---- | ---------------- |
| 1      | 山陰本線 | 上り | 松江・米子方面   |
| 2      | 山陰本線 | 下り | 出雲市・浜田方面 |

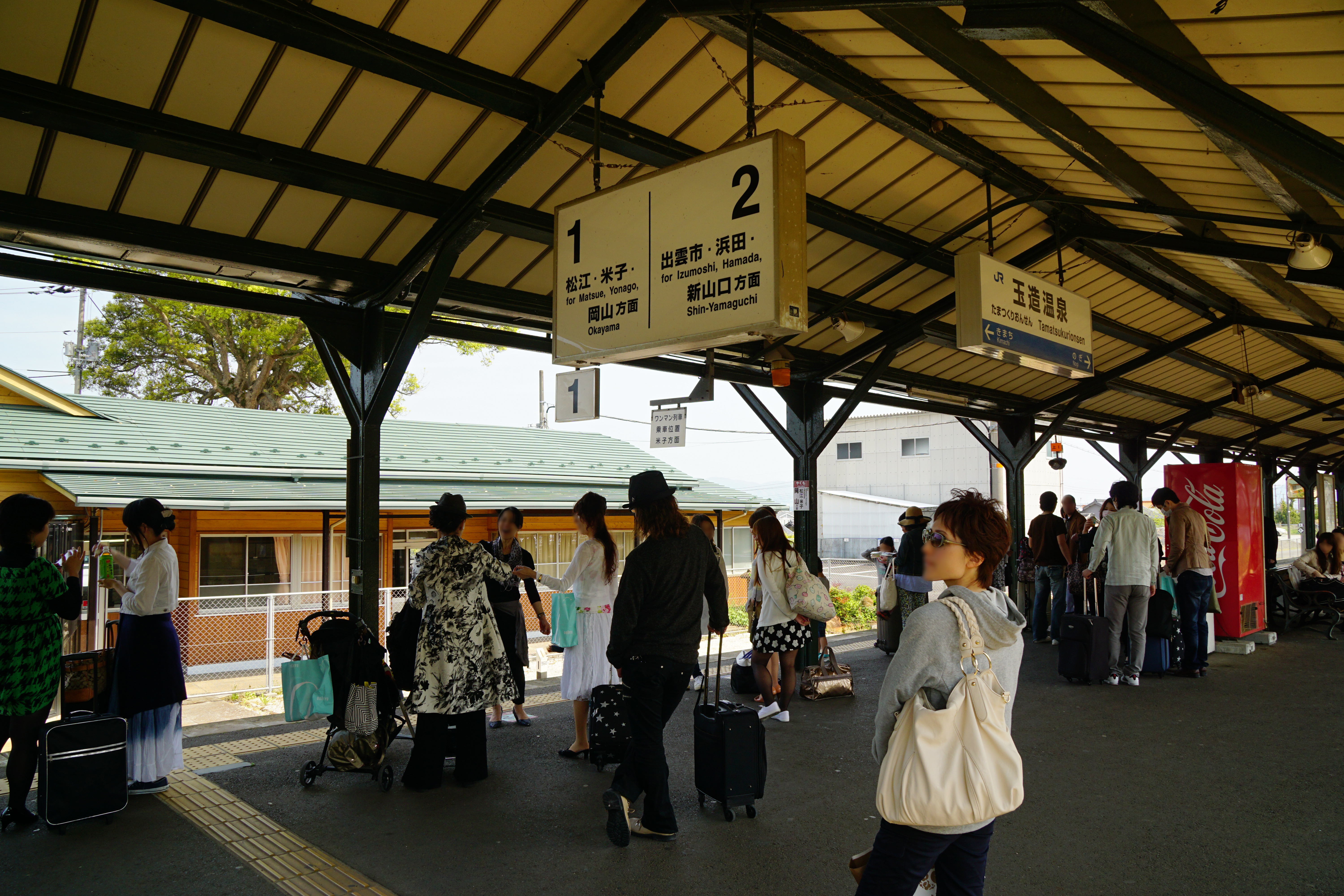
プラットホーム、奥に駅舎
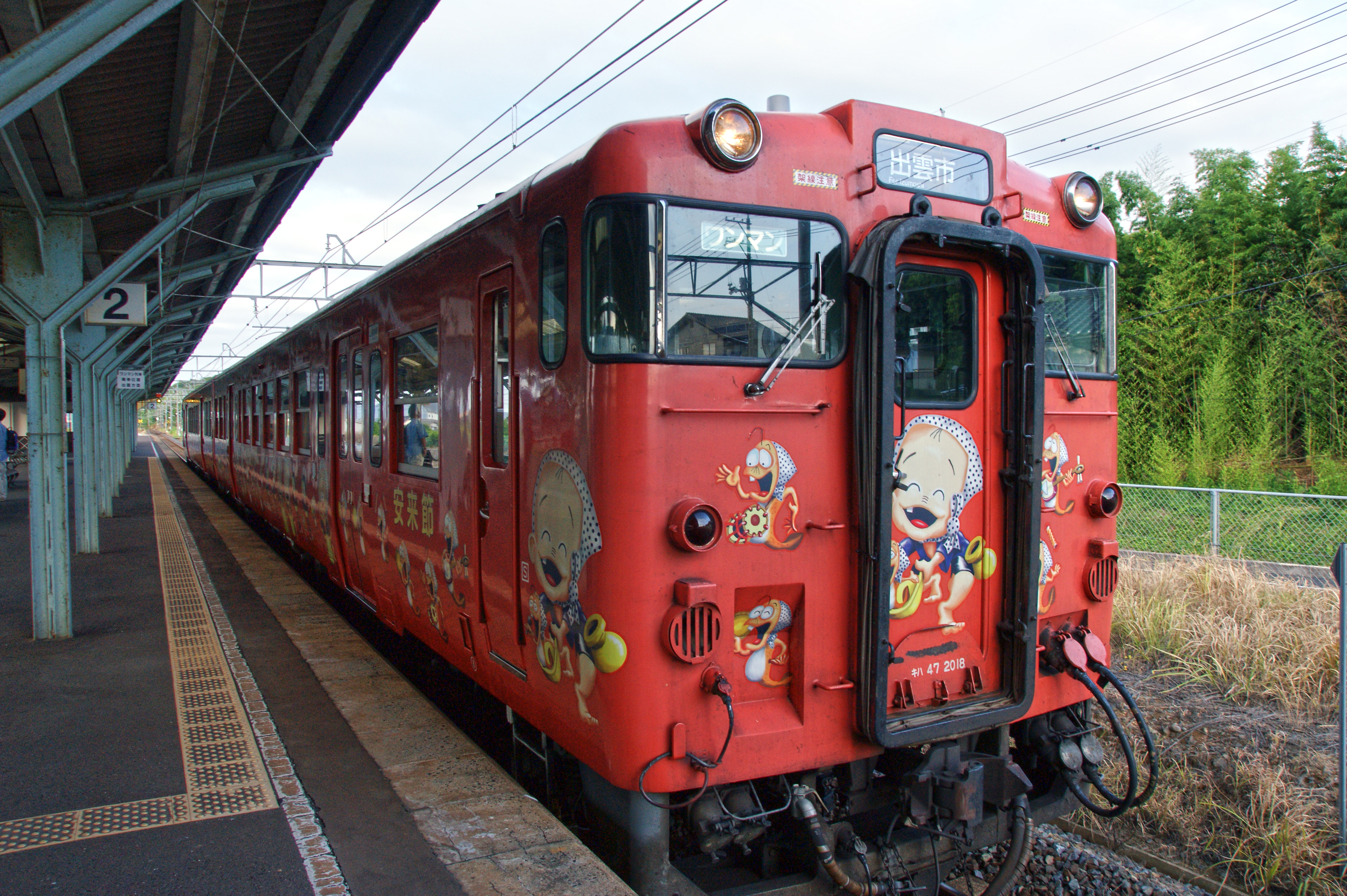
2番のりば（2008年7月）
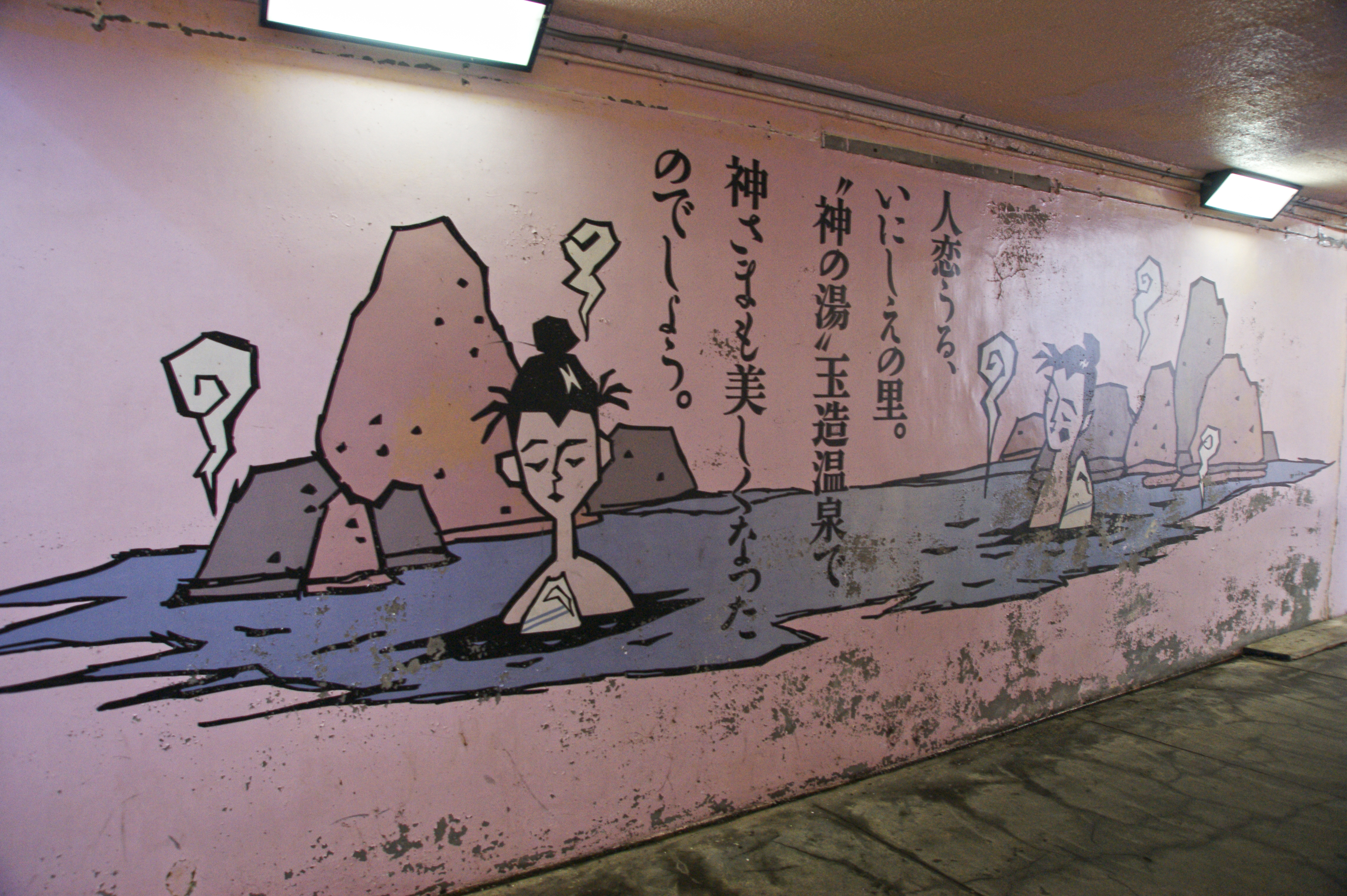
地下通路の壁画は玉造温泉

## 利用状況
2022年度の1日平均乗車人員は277人である。2004年度は279人、1994年度は333人、1984年度は286人だった。
近年の1日平均乗車人員の推移は以下の通り。
| 乗車人員推移 | 乗車人員推移 |
| 年度         | 1日平均人数  |
| ------------ | ------------ |
| 1999         | 372          |
| 2000         | 342          |
| 2001         | 335          |
| 2002         | 294          |
| 2003         | 290          |
| 2004         | 279          |
| 2005         | 274          |
| 2006         | 273          |
| 2007         | 264          |
| 2008         | 282          |
| 2009         | 252          |
| 2010         | 272          |
| 2011         | 285          |
| 2012         | 297          |
| 2013         | 413          |
| 2014         | 378          |
| 2015         | 357          |
| 2016         | 347          |
| 2017         | 348          |
| 2018         | 321          |
| 2019         | 322          |
| 2020         | 202          |
| 2021         | 212          |
| 2022         | 277          |

## 駅周辺
旧玉湯町の中心部であり旧玉湯町役場の松江市役所玉湯支所に近い位置にある。駅名の由来である玉造温泉は当駅から南に約2km離れた場所にある。
- 玉造温泉
- 玉作湯神社
- 松江市役所玉湯支所
- 湯町簡易郵便局[注 2]
- 地域医療機能推進機構玉造病院
- 松江市立玉湯中学校
- 松江市立玉湯小学校
- 国道9号
- 島根県道25号玉湯吾妻山線
- 島根県道194号玉造温泉停車場線

### バス路線
駅前の道路（島根県道194号玉造温泉停車場線）を約200m歩いた坂下の交差点に一畑バス「玉造温泉駅入口」停留所がある。
- 玉造温泉・大東線：玉造温泉 / 松江しんじ湖温泉駅

## 隣の駅
西日本旅客鉄道（JR西日本）
 山陰本線
- 特急「スーパーおき」・「スーパーまつかぜ」・「やくも」・観光列車「あめつち」一部停車駅

■快速
通過
■普通
乃木駅 - 玉造温泉駅 - 来待駅